# پایداری مرزی

پایداری مرزی

در نظریهٔ سامانه‌های دینامیکی و کنترل، یک سامانه خطی و تغییرناپذیر با زمان ،پایدار مرزی است اگر و فقط اگر همهٔ قطب‌های تابع تبدیل آن دارای بخش حقیقی نامثبت بوده و همه قطب‌ها با قسمت حقیقی صفر، ساده باشند. (یعنی در نقاط مجزایی از محور موهومی قرار گرفته باشند).